# Prințesa Adelheid de Saxa-Meiningen
Prințesa Adelaide "Adi" de Saxa-Meiningen (Adelaide Erna Caroline Marie Elisabeth; mai târziu Prințesă Albert de Prusia; 16 august 1891 – 25 aprilie 1971) a fost fiica Prințului Friedrich Johann de Saxa-Meiningen și a soției acestuia, Contesa Adelaide de Lippe-Biesterfeld.

## Familie
Tatăl Adelaidei a fost fiul cel mic al lui George II de Saxa-Meiningen și a celei de-a doua soții a acestuia, Feodora de Hohenlohe-Langenburg. Mama Adelaidei, numită tot Adelaide, a fost copilul cel mare al lui Ernst, Conte de Lippe-Biesterfeld regent al principatului Lippe timp de șapte ani (1897–1904).
Adelaide a avut cinci frați, printre care și Prințul George, ucis în timpul celui de-Al Doilea Război Mondial, și Prințul Bernard.

## Căsătorie
La 3 august 1914, la Wilhelmshaven, Germania, Prințesa Adelaide s-a căsătorit cu Prințul Adalbert al Prusiei (al treilea fiu al împăratului Wilhelm al II-lea al Germaniei). Cuplul a avut următorii copii:
- Prințesa Victoria Marina (n./d. 4 septembrie 1915)
- Prințesa Victoria Marina a Prusiei (11 septembrie 1917 – 21 ianuarie 1981) care s-a căsătorit cu un avocat american, Kirby Patterson, și a avut copii
- Prințul Wilhem Victor (15 februarie 1919 – 7 februarie 1989) care s-a căsătorit la Donaueschingen la 20 iulie 1944 cu contesa Marie Antoinette Hoyos (1920–2004) și a avut următorii copii:
  - Prințesa Marie Louise (n. 18 septembrie 1945), care s-a căsătorit la 22 mai 1971 cu contele Rudolf von Schönburg; are copii
  - Prințul Adalbert Alexander Friedrich Joachim Christian (n. 4 martie 1948), care s-a căsătorit la 14 iunie 1981 cu Eva Maria Kudicke; are copii

După ce Wilhelm al II-lea a abdicat în 1918, la sfârșitul Primului Război Mondial, Prințul Albert s-a refugiat pe iahtul său împreună cu un echipaj loial. Prințesa Adelaide și copiii lor au încercat să-l urmeze călătorind cu trenul de la Kiel. În cele din urmă s-au stabilit în sudul Bavariei cu Prințul Henric de Bavaria (nepot al regelui Ludwig al III-lea al Bavariei)și cu soția acestuia. Mai târziu, Adelaide și Prințul Albert s-au reunit.
Prințesa Adelaide a murit la 25 aprilie 1971 la La Tour-de-Peilz, Elveția, la vârsta de 79 de ani. Soțul ei murise cu 23 de ani mai înainte, la 22 septembrie 1948, în același loc.